# 1957 w polityce

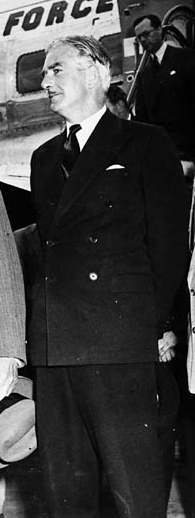
Anthony Eden

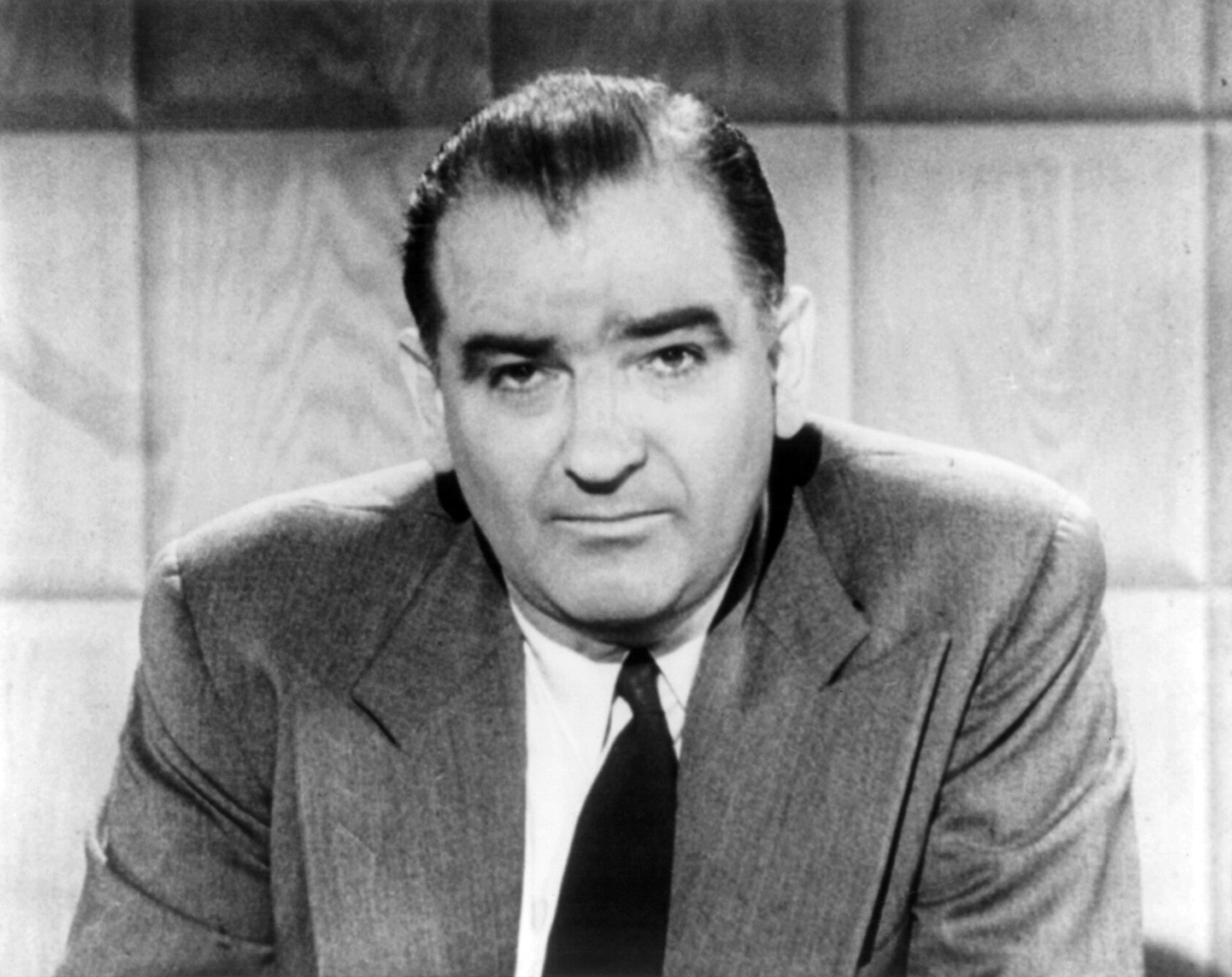
Joseph McCarthy

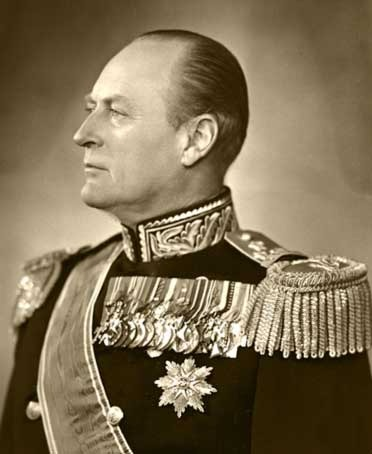
Olaf V

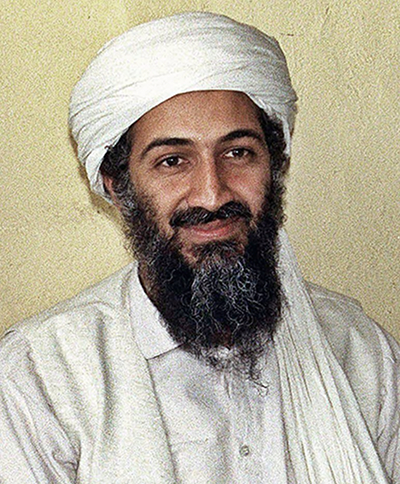
Osama bin Laden

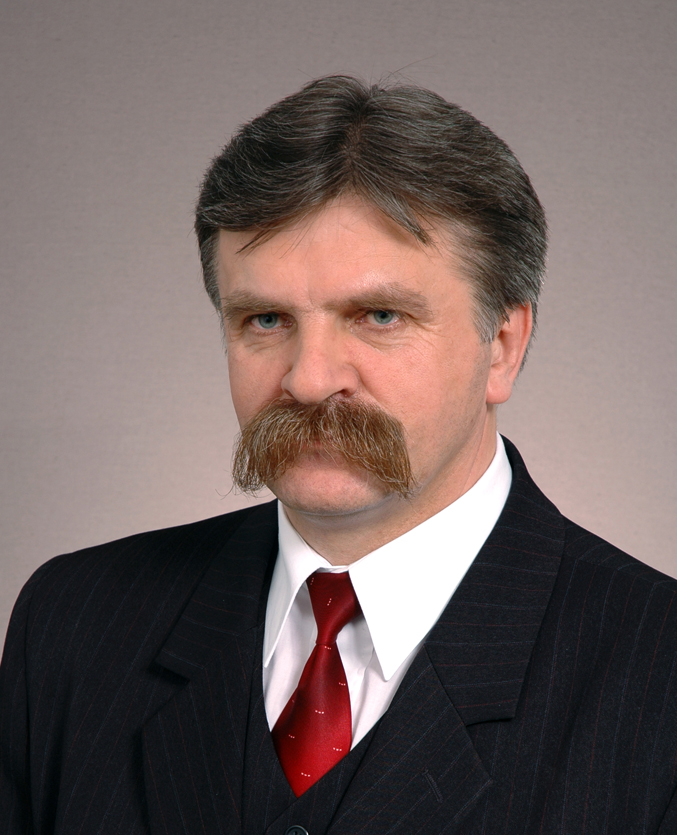
Krzysztof Putra

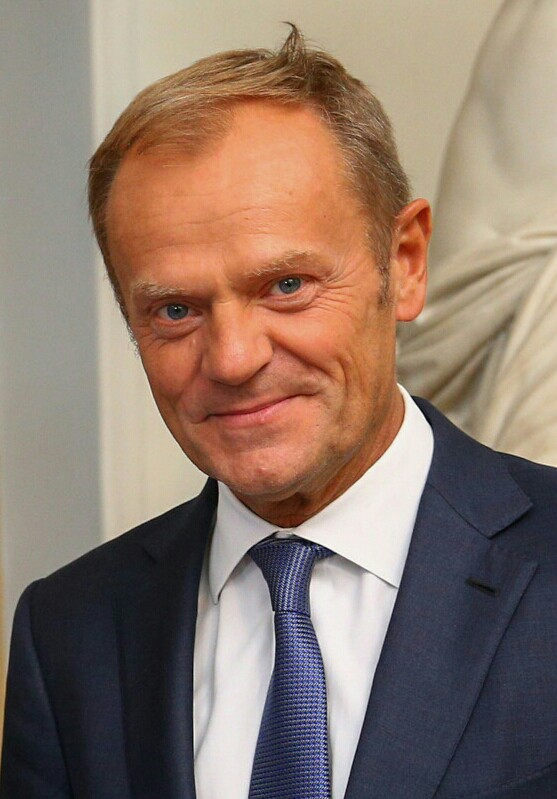
Donald Tusk

Wydarzenia polityczne w 1957 roku.

## Styczeń
- 1 stycznia – Egipt wypowiedział układ z Wielką Brytanią z 1954 roku, na mocy którego Wielka Brytania mogła utrzymywać bazy wojskowe w Strefie Kanału Sueskiego[1].
- 4 stycznia – zmarł Theodor Körner, prezydent Austrii[2].
- 5 stycznia – prezydent Stanów Zjednoczonych Dwight Eisenhower podczas przemówienia w Kongresie ogłosił, że Stany Zjednoczone będą ekonomicznie i militarnie pomagać państwom Bliskiego i Środkowego Wschodu zagrożonym przez komunizm[1].
- 9 stycznia – brytyjski premier Anthony Eden podał się do dymisji[3]. Przyczyną odejścia polityka był kryzys sueski[4].
- 10 stycznia – Harold Macmillan został premierem Wielkiej Brytanii[4].
- 12 stycznia – urodziła się Anna Fotyga, minister spraw zagranicznych i europosłanka[5].
- Zagłębie Saary stało się ponownie integralną częścią Niemiec[1].

## Luty
- 11 lutego:
  - Rada Najwyższa Związku Radzieckiego zrehabilitowała oraz przywróciła autonomię mniejszościom narodowym, które podczas II wojny światowej zostały deportowane do Azji Środkowej. Uchwała nie objęła Niemców nadwołżańskich[1].
  - zmarł Friedrich Paulus, niemiecki feldmarszałek[6].
- 9 lutego – zmarł Miklós Horthy, węgierski polityk[7].
- 26 lutego – urodził się Ryszard Kalisz, polityk PZPR i SLD[8].

## Marzec
- 6 marca – Ghana ogłosiła niepodległość[1].
- 8 marca:
  - zmarł János Esterházy, czechosłowacki polityk, przedstawiciel mniejszości węgierskiej[9].
  - Edward Gierek został I sekretarzem KW PZPR w Katowicach[10].
- 20 marca – Éamon de Valera po raz czwarty został premierem Irlandii[11].
- 25 marca – w Rzymie Francja, Włochy, Republika Federalna Niemiec, Belgia, Holandia, Luksemburg podpisały traktat rzymski, na mocy którego powstała Wspólnota Europejska i Europejska Wspólnota Energii Atomowej[1].

## Kwiecień
- 22 kwietnia – urodził się Donald Tusk, polityk polski i europejski, poseł i senator, współzałożyciel Platformy Obywatelskiej, premier, kandydat na prezydenta, przewodniczący Rady Europejskiej[12].

## Maj
- 2 maja – zmarł senator Joseph McCarthy, inicjator masowych oskarżeń o działalność antyamerykańską[13].
- 5 maja – urodziła się Małgorzata Kidawa-Błońska, wicemarszałek sejmu[14].
- 18 maja – urodził się Bogdan Zdrojewski, polityk PO[15].

## Czerwiec
- 22 czerwca – urodził się George Brandis, australijski polityk[16].
- 24 czerwca – urodziła się Jolanta Szczypińska, posłanka PiS[17].
- 26 czerwca – urodziła się Nelli Rokita, polska polityk pochodzenia niemieckiego, żona Jana Rokity[18].
- 28 czerwca – urodził się Usama ibn Ladin[19], terrorysta[20].

## Lipiec
- 4 lipca – urodził się Krzysztof Putra, wicemarszałek sejmu[21].
- 16 lipca – urodził się Konrad Kornatowski, polski prawnik, prokurator i komendant główny Policji[22].
- 25 lipca – Narodowe Zgromadzenie Konstytucyjne Tunezji proklamowało Republikę Tunezją[1].

## Sierpień
- 14 sierpnia – w Rabacie proklamowano Królestwo Maroka. Tytuł królewski przyjął dotychczasowy sułtan Muhammad V[1].
- 15 sierpnia – zmarł Harry Luther Gandy, polityk amerykański[23].
- 31 sierpnia – decyzją Wielkiej Brytanii Federacja Malajska uzyskała niepodległość[1].

## Wrzesień
- 9 września – Kongres Stanów Zjednoczonych uchwalił ustawę o prawach obywatelskich, na mocy których Departament Sprawiedliwości został zobowiązany do ochrony praw wyborczych czarnoskórych obywateli na Południu Stanów Zjednoczonych[1].
- 21 września – zmarł Haakon VII[24]. Olaf V został królem Norwegii[25].

## Październik
- 2 października:
  - polski minister spraw zagranicznych Adam Rapacki zaproponował utworzenie strefy bezatomowej na obszarze Polski, Czechosłowacji oraz obu państw niemieckich[1].
  - władze polskie zamknęły redakcję tygodnika „Po prostu” uznając go za rewizjonistyczny. Decyzja ta wywołała kilkudniowe protesty społeczne w największych polskich miastach[1].
- 4 października – wystrzelenie przez ZSRR pierwszego sputnika. Wielkie wydarzenie zarówno w dziedzinie techniki, jak i polityki[26].
- 8 października – urodził się Zbigniew Siemiątkowski, minister spraw wewnętrznych[27].

## Listopad
- 3 listopada – zmarł Giuseppe Di Vittorio, włoski działacz związkowy[28].
- 15 listopada – urodził się Marian Stępień, polityk SLD[29].

## Grudzień
- 1 grudnia – urodził się Jarosław Bauc, minister finansów[30].
- 10 grudnia – Pokojową Nagrodę Nobla otrzymał Lester Pearson[1].